# Робертс, Маргарет (политолог)
Маргарет Робертс (англ. Margaret (Molly) E. Roberts) — американский политолог, текстолог, профессор Калифорнийского университета в Сан-Диего. Лауреат премии Макса Планка (2022).
Окончила Стэнфорд (бакалавр международных отношений и экономики, 2009; магистр статистики, 2009). Степень PhD в области государственного управления получила в Гарварде (2014). С того же 2014 года ассистент-, с 2018 ассоциированный, с 2022 профессор Калифорнийского университета в Сан-Диего.
Публиковалась в American Journal of Political Science, American Political Science Review, Political Analysis, Science.
Первая книга — Censored: Distraction and Diversion Inside China’s Great Firewall, выпущена Princeton University Press (2018). Вошла в Foreign Affairs Best Books (2018), удостоилась Goldsmith Book Award (2019) и Best Book Award от American Political Science Association. Соавтор Text as Data: A New Framework for Machine Learning and the Social Sciences. Рекомендовали последнюю именной проф. James A. Evans, Chris Bail и Jacob Eisenstein.